# Wang Xiaosong
Wang Xiaosong, in cinese 王小松, (Wuhan, 1964) è un artista e urbanista cinese.
Ha studiato a Pechino e Berlino dal 1983 al 1997. La particolarità dei suoi lavori è la confluenza dell'arte cinese con quella occidentale.

## Biografia
Nato a Wuhan nel 1964, Wang Xiaosong iniziò i suoi studi presso la Central Academy of Art and Design di Pechino - l'istituto di arte della Tsinghua University - nel Dipartimento di Visual Communication Design, con il Prof. Liu Jude e Yu Binnan. Dopo essersi laureato nel 1987, nel 1990 si trasferì a Berlino, dove studiò all'Università delle Arti nel Dipartimento di Comunicazione Visiva con il Prof. Spohn e il Prof. Boes. Già dal 1992 ha lavoòato in Geania come artista e designer freelance e nel 1994 è stato accettato come membro dell'Associazione tedesca degli artisti. Da quel momento in poi avrà un ruolo sempre più rilevante nelle relazioni artistiche tra Germania e Cina, e nel 1996 sarà nominato membro del consiglio e ispettore generale della Società tedesco-cinese per lo scambio culturale. Dal 1997 ha insegnato presso la scuola elementare Victor Gollancz. Tornò in Cina nel 2003 e da allora è stato professore e decano del dipartimento di design della Zhejiang University di Hangzhou. Oltre alla sua attività di artista e docente, Wang Xiaosong, in collaborazione con l'architetto berlinese Peter Ruge, mantiene uno studio di architettura a Hangzhou, da cui vengono ideati, organizzati e realizzati numerosi nuovi edifici e progetti urbani. Xiaosong ha attirato l'attenzione dei media nel 2011 con il suo lavoro "Making Life", presentato alla Biennale di Venezia, concepito come antitesi critica al padiglione cinese ufficiale. Le sue opere fanno parte di collezioni estremamente prestigiose, come il National Art Museum of China, il Ludwig Museum di Coblenza e la Wiener Künstlerhaus. Wang Xiaosong è rappresentata sul mercato europeo in esclusiva dalla galleria Schütz Fine Art - dipartimento cinese, a Vienna.

## Lavoro artistico
I primi lavori di Wang Xiaosong si compongono di elementi astratti - le trame, le forme e le consistenze - e figurativi - le ferite e le figure antropomorfe sulla superficie. In alcuni dei suoi lavori - ad esempio Offenes China (2012) - tagli simili a quelli ideati da Fontana negli anni cinquanta rompono l'unità della tela e la aprono a dinamiche tridimensionali. L'artista dipinge ambiguamente questi strappi di rosso, simboleggiando da un lato la sofferenza e le convulsioni di una ferita mortale e dall'altro il potere fertile di un'allegoria vaginale. I concetti di generazione e decesso, creazione e dissoluzione sono assolutamente centrali nell'opera di Wang Xiaosong, che diventa politica quando tocca le questioni della sovrappopolazione, del controllo delle masse e dell'uniformità a uno standard. Questi sono per l'artista i tremendi dolori esistenziali che definiscono l'uomo postmoderno. Egli non può che essere un nessuno nel mare del tutto, sentendosi sia parte di qualcosa di più grande di lui, sia un'assoluta nullità. Questo suscita un perenne senso di Weltschmerz, che è confortevole e soffocante, familiare e opprimente, caldo e claustrofobico. Questo è il punto focale della serie "Unruly Ants", in cui i corpi delle masse, privati della loro individualità, diventano nient'altro che un motivo su una tela monocromatica, raggruppati in forme che personalmente non possono definire ma delle quali tuttavia fanno parte.
Nei suoi ultimi lavori - ad esempio Ohne Titel (blau) (2016) - questo stesso tormento e delizia rimane il protagonista assoluto della sua opera. Per l'artista non c'è più però bisogno di contare su simboli rappresentativi di nascita e annientamento, quali persone e tagli. Come gli antichi calligrafi passarono da lettere figurative, che rappresentavano direttamente fenomeni naturali e oggetti fisici, a caratteri astratti, che trasmettono un proprio significato facendo però ancora affidamento sulla simbologia dei primi, così Wang Xiaosong ha creato un messaggio palpabile per definire un concetto incorporeo. Le sue opere ci ricordano oggetti e avvenimenti come lenzuola stropicciate durante un amplesso, la stimolazione visiva degli interni di una chiesa rococò o le vesti virtuosisticamente raffigurate di qualche signora in dipinti carichi eroticamente. Attraverso questi nessi il significato altrimenti oscuro della tela si manifesta davanti agli occhi dell'osservatore, in un processo simile al disegno del sole per rappresentare la luce, o di un fiocco di neve per rappresentare il freddo.

## Mostre selezionate
- Art Vienna, Vienna, Austria, Schütz Fine Art-Chinese Department, 2019[16]
- Art & Antique Hofburg Wien, Vienna, Austria, Schütz Fine Art-Chinese Department, 2018[17]
- FAIR FOR ART VIENNA, Vienna, Austria, Schütz Fine Art-Chinese Department, 2018[18]
- Art & Antique Hofburg Wien, Vienna, Austria, Schütz Fine Art-Chinese Department, 2017
- Art & Antique Residenz Salzburg, Salisburgo, Austria, Schütz Fine Art-Chinese Department, 2016[19][20]
- Art Salzburg, Salisburgo, Austria, Schütz Fine Art-Chinese Department, 2016[21]
- WIKAM Fair at the Künstlerhaus Vienna, Vienna, Austria, Schütz Fine Art-Chinese Department, 2015[22]
- Art & Antique Hofburg Wien, Vienna, Austria, Schütz Fine Art-Chinese Department, 2015[23]
- Art & Antique Residenz Salzburg, Salisburgo, Austria, Schütz Fine Art-Chinese Department, 2015
- Olympia International Art & Antiques Fair, Londra, Regno Unito, Schütz Fine Art-Chinese Department, 2015[24]
- Olympia International Art & Antiques Fair, Londra, Regno Unito, Schütz Fine Art-Chinese Department, 2014[25]
- LAPADA Art & Antiques Fair, Londra, Regno Unito, Schütz Fine Art, Schütz Fine Art-Chinese Department, 2014[26]
- ART.FAIR Köln, Colonia, Germania, Schütz Fine Art-Chinese Department, 2014
- Art Salzburg, Salisburgo, Austria, Schütz Fine Art-Chinese Department, 2014[27][28]
- Art Beijing, Art Solo 14, Taipei, 2014[1]
- China Arte Brasil, San Paolo, Brasile, 2014[1]
- Wang Xiaosong, Solo Exhibition, Pine’s Art Gallery, Taipei, 2013[1]
- Unruly Ants, Künstlerhaus Wien, Vienna, Austria, 2012-2013[1]
- Unruly Ants, Palazzo Medici Riccardi, Firenze, Italia, 2012-2013[1]
- Unruly Ants Ludwig Museum, Coblenza, Germania, 2012-2013[1]
- Unruly Ants, Kunsthalle St. Annen, Lubecca, Germania, 2012-2013[1]
- Art & Antique Residenz Salzburg, Salisburgo, Austria, Schütz Fine Art-Chinese Department, 2012[29][30]
- 54. Biennale dell’Arte 2011, Venezia, Italia, 2011[8][6][7]
- Empty Layer: Wang Xiaosong, Shanghai Duolun Museum of Modern Art, Shanghai, Cina, 2009[1]
- Interaction: Exhibition of Contemporary Chinese Oil Paintings, Wuhan Art Museum, Wuhan, Cina, 2008[1]
- Mix & Match Vision: Invitation for 2008, Contemporary Art Communication across Taiwan Straits, Wu Jiao Chao 800 Art Space, Shanghai, Cina, 2008[1]
- Exhibition of HD Schrader & Wang Xiaosong, Art Studio, Amburgo, Germania, 2007[1]
- Art Beijing 2007, Pechino, Cina, 2007[1]
- „Return“; Mountains and Rivers: A Tour of Exhibitions of Contemporary Chinese and German Artists, Lübeck Museum, Lubecca, Germania, 2007[1]
- Imagery Mt. Wuyi: The Debut Interactive Creation of Chinese, Vis-a-vis German Artists, International Travelling Exhibitions, Sanshang, Art Beijing, Shanghai Art Museum, Cina, 2006[1]
- Pressure and Power in Changeable Era, International Art Camp in Song Village, Pechino, Cina, 2006[1]
- Imagery Mt. Wuyi: Exhibition of the debut interactive creation of Chinese vis-a-vis German Artists, Villages in Mt. Wuyi, Wuyi Mountain Villa, Fujian, Cina, 2005[1]
- Not Dawn Yet, The Courtyard Gallery, Pechino, Cina, 2005[1]
- 10th National Artworks Exhibition, Pechino, Cina, 2004[3]
- 19th Warsaw International Biennial of Posters, Varsavia, Polonia, 2004[3]
- Kamakura Geijutsu-kan, Kamakura Museum, Kamakura, Giappone, 2002[3]
- International Biennial of New Watercolor Paintings, Kunststation, Kleinsassen, Germania, 2001[3]
- Open Studio, Nord Gallery, Berlino, Germania, 2000[3]
- Allegories of the Soul, Willy-Brandt-Haus, Berlino, Germania, 2000[3]
- Allegories of the Soul, Larissa Contemporary Art Centre, Larissa, Grecia, 1999[3]
- International Biennial of New Watercolor Paintings, Kunststation, Kleinsassen, Germania, 1999[3]
- Five Artists from China, Buch Messe Leipzig, Germania, 1999[3]
- Tell Us No Tales, Kulturinsel Galerie, Berlino, Germania, 1999[3]
- Exhibition, Galerie Just Art, Berlino, Germania, 1998[3]
- Art Initiative, C4 Galerie, Berlino, Germania, 1998[3]
- Celestial Axis, Prisma-Haus Berlin. Artist and Organizer, Berlino, Germania, 1998[3]
- Color and Vision, Werkstatt der Kultur, Berlino, Germania, 1998[3]
- Side by Side: Chinese Artists in Berlin, Artist and Organizer, Berlino, Germania, 1997[3]
- Exhibition in Robert-Koch-Institut Berlin, Berlino, Germania, 1995[3]
- Painting and Chinese Ink Drawings, Ausstellungshalle Deidesheim, Deidesheim, Germania, 1994[3]
- First National Exhibition of Fine Arts and Sports, National Art Museum of China, Pechino, Cina, 1986[3]
- The 10th National Artworks Exhibition, Pechino, Cina, 1986[3]

## Lavori selezionati
- Eruption 1, Oil and acrylic on canvas, 85 x 123 cm, 2017
- Ohne Titel (blau), Oil and acrylic on canvas, 95 x 78 cm, 2016
- Untitled, Oil on canvas, 100 x 100 cm, 2014
- Offenes China, Oil on canvas, 120 x 80 cm, 2012
- Peristaltik, Oil on canvas, 200 x 200 cm, 2011